# Calcinha Rosa
Grupo sigma.

Fonte: https://discord.gg/GXwBEdGFF3